# Slovinský tolar
Slovinský tolar (ISO kód SIT) byl měnou Slovinska. Jedna setina tolaru se nazývala stotin, ale v hotovostním platebním styku se tyto mince téměř nevyskytovaly, přestože měly status oficiálního platidla.
Tolar byl na slovinském území zaveden 8. října 1991. Před tolarem se ve Slovinsku používal jugoslávský dinár.
Od 1. ledna 2007 Slovinsko přešlo na euro (fixní kurz byl 239,640 SIT za euro). Tolar byl tedy platidlem ve Slovinsku přesně 5564 dní. Jen v roce 2006 vybrala Banka Slovenije při zvláštní akci mince v celkové hmotnosti 120 tun.

## Mince
Slovinské mince měly hodnoty 10, 20 a 50 stotinů, dále 1, 2, 5, 10, 20 a 50 tolarů.
| Mince slovinského tolaru (1993–2007) | Mince slovinského tolaru (1993–2007) | Mince slovinského tolaru (1993–2007) | Mince slovinského tolaru (1993–2007) | Mince slovinského tolaru (1993–2007) | Mince slovinského tolaru (1993–2007) | Mince slovinského tolaru (1993–2007) | Mince slovinského tolaru (1993–2007)      | Mince slovinského tolaru (1993–2007)        | Mince slovinského tolaru (1993–2007) | Mince slovinského tolaru (1993–2007) |
| Vyobrazení                           | Hodnota                              | Technické parametry                  | Technické parametry                  | Technické parametry                  | Technické parametry                  | Popis                                | Popis                                     | Popis                                       | Datum                                | Datum                                |
| Vyobrazení                           | Hodnota                              | Průměr                               | Tloušťka                             | Hmotnost                             | Složení                              | Hrana                                | Revers                                    | Avers                                       | uvedení do oběhu                     | stažení z oběhu                      |
| ------------------------------------ | ------------------------------------ | ------------------------------------ | ------------------------------------ | ------------------------------------ | ------------------------------------ | ------------------------------------ | ----------------------------------------- | ------------------------------------------- | ------------------------------------ | ------------------------------------ |
|                                      | 10 stotinov                          | 16 mm                                | 1,3 mm                               | 0,55 g                               | 98 % hliníku, 2 % hořčíku            | Hladká                               | Hodnota, „REPUBLIKA SLOVENIJA“, rok ražby | Macarát jeskynní, „PROTEUS ANGUINUS“        | 29. duben 1993                       | 1. ledna 2007                        |
|                                      | 20 stotinov                          | 18 mm                                | 1,3 mm                               | 0,7 g                                | 98 % hliníku, 2 % hořčíku            | Hladká                               | Hodnota, „REPUBLIKA SLOVENIJA“, rok ražby | Kalous ušatý, „ASIO OTUS“                   | 29. duben 1993                       | 1. ledna 2007                        |
|                                      | 50 stotinov                          | 20 mm                                | 1,3 mm                               | 0,85 g                               | 98 % hliníku, 2 % hořčíku            | Hladká                               | Hodnota, „REPUBLIKA SLOVENIJA“, rok ražby | Včela medonosná, „APIS MELLIFERA“           | 4. leden 1993                        | 1. ledna 2007                        |
|                                      | 1 tolar                              | 22 mm                                | 1,7 mm                               | 4,5 g                                | 78 % mědi, 20 % zinku, 2 % niklu     | Vroubkovaná                          | Hodnota, „REPUBLIKA SLOVENIJA“, rok ražby | Pstruh obecný potoční, „SALMO TRUTTA FARIO“ | 4. leden 1993                        | 1. ledna 2007                        |
|                                      | 2 tolarja                            | 24 mm                                | 1,7 mm                               | 5,4 g                                | 78 % mědi, 20 % zinku, 2 % niklu     | Vroubkovaná                          | Hodnota, „REPUBLIKA SLOVENIJA“, rok ražby | Vlaštovka obecná, „HIRUNDO RUSTICA“         | 4. leden 1993                        | 1. ledna 2007                        |
|                                      | 5 tolarjev                           | 26 mm                                | 1,7 mm                               | 6,4 g                                | 78 % mědi, 20 % zinku, 2 % niklu     | Vroubkovaná                          | Hodnota, „REPUBLIKA SLOVENIJA“, rok ražby | Kozorožec horský, „CAPRA IBEX“              | 4. leden 1993                        | 1. ledna 2007                        |
|                                      | 10 tolarjev                          | 22 mm                                | 2 mm                                 | 5,75 g                               | 75 % mědi, 25 % niklu                | Vroubkovaná                          | Hodnota, „REPUBLIKA SLOVENIJA“, rok ražby | Kůň, „EQUUS“                                | 19. duben 2000                       | 1. ledna 2007                        |
|                                      | 20 tolarjev                          | 24 mm                                | 2 mm                                 | 6,85 g                               | 75 % mědi, 25 % niklu                | Vroubkovaná                          | Hodnota, „REPUBLIKA SLOVENIJA“, rok ražby | Čáp bílý, „CICONIA CICONIA“                 | 7. červenec 2003                     | 1. ledna 2007                        |
|                                      | 50 tolarjev                          | 26 mm                                | 2 mm                                 | 8 g                                  | 75 % mědi, 25 % niklu                | Intermitentní                        | Hodnota, „REPUBLIKA SLOVENIJA“, rok ražby | Tur domácí, „TAURUS TAURUS“                 | 7. červenec 2003                     | 1. ledna 2007                        |

## Bankovky
8. října 1991, po vypršení moratoria daného Brionskou deklarací, vydala Banka Slovenije platidla v hodnotě 1, 2, 5, 10, 50, 100, 200, 500 a 1000 tolarů. Směna s jugoslávským dinárem probíhala v kurzu 1:1. Zanedlouho byla doplněna hodnota 5000 tolarů. Všechna tato platidla měla stejné výtvarné zpracování – horu Triglav a Knížecí kámen, odlišovala se barvou.
Bankovky byly tisknuty v nominálních hodnotách 10, 20, 50, 100, 200, 500, 1000, 5000 a 10000 tolarů.
| Nominál       | Averz                  | Reverz                                             | Rozměr      | V oběhu                            |
| ------------- | ---------------------- | -------------------------------------------------- | ----------- | ---------------------------------- |
| 10 tolarů     | Primož Trubar          | Uršulinský kostel v Lublani, motiv z Nového zákona | 120 × 60 mm | 27. listopad 1992 - 15. leden 2007 |
| 20 tolarů     | Janez Vajkard Valvasor | Motiv z Valvasorovy knihy                          | 126 × 63 mm | 28. prosinec 1992 - 15. leden 2007 |
| 50 tolarů     | Jurij Bartolomej Vega  | Sluneční soustava, fasáda Akademie věd a umění     | 132 × 66 mm | 19. březen 1993 - 15. leden 2007   |
| 100 tolarů    | Rihard Jakopič         | Jakopičův obraz Slunce, návrh Jakopičova pavilonu  | 138 × 69 mm | 30. září 1992 - 15. leden 2007     |
| 200 tolarů    | Jakob Petelin Gallus   | Budova Slovinské filharmonie, notový zápis         | 144 × 72 mm | 22. únor 1993 - 15. leden 2007     |
| 500 tolarů    | Jože Plečnik           | Fasáda a půdorys Národní a univerzitní knihovny    | 150 × 75 mm | 30. září 1992 - 15. leden 2007     |
| 1 000 tolarů  | France Prešeren        | Motiv spojený s hymnou                             | 156 × 78mm  | 30. září 1992 - 15. leden 2007     |
| 5 000 tolarů  | Ivana Kobilca          | Slovinská národní galerie, Fontána tří řek Kraňska | 156 × 78 mm | 13. prosinec 1993 - 15. leden 2007 |
| 10 000 tolarů | Ivan Cankar            | Chryzantéma, Cankarův rukopis                      | 156 × 78 mm | 15. březen 1995 - 15. leden 2007   |